# 印度民族起义
印度民族起义指1857－1858年期間印度反對不列颠東印度公司殖民統治的一次失敗的大型起義。學界對此次起義的名稱不統一，另有1857年印度起義（Indian Uprising of 1857）、印度叛亂（Indian Rebellion）、印度譁變（Indian Mutiny）、印兵譁變（Sepoy Mutiny）、大叛亂（The Great Rebellion）、1857年叛亂（Revolt of 1857）、印度暴動（Indian Insurrection）、第一次印度獨立戰爭（First War of Independence）等稱謂。
此次起義起因在學界眾說紛紜，直接導火線是回教徒士兵裡盛傳有關豬油的謠言，演變成反抗東印度公司對印度土著兵和正規英兵施予差別待遇。東印度公司聯手21個土邦的王公，討伐嘩變軍隊，雖最終完成戡亂，惟公司管理印度的商業、軍事体制亦因而被廢，東印度公司管轄的領土被移交給英國政府直接管理，印度自此置于大英帝国內閣印度事務大臣直屬，称英属印度，早已名存實亡的莫卧儿帝国正式覆滅。1876年，英国维多利亚女王（英語：Queen Victoria）兼任印度女皇（英語：Empress of India），以繼承印度皇统的方式，正式稱帝，是英國歷史上第一位女皇（英語：Empress）。印度自此被并入大英帝国版图长达89年，至1947年8月15日印度独立为止。
土邦王公各有政治投機，旁遮普的锡克王公予以武器和人力補給；海得拉巴、迈索尔、克什米尔、特拉凡哥尔等大邦名义上顺从東印度公司。一些小邦如阿瓦德和瓜廖尔則與印度兵同一陣線，另一個小邦占西邦的占西王后親身上陣卻墮馬被殺，因為為民捐軀而成為傳奇；印度兵眾隊各自為戰，儘管推舉了大權旁落的突厥-蒙古裔莫卧儿帝国皇帝巴哈杜尔沙二世名義上統率各軍，實則沒有總司令，但莫卧儿帝国皇帝出山也催使一直受伊蘭斯教迫害的錫克教土邦站在英國兵一方。至1858年大致剿除（殘存零星抵抗持续至1859年）。
战事最初起於於密拉特，後蔓延至北印度和中印度廣泛地区。双方主要在今印度比哈尔邦、中央邦、北方邦以及德里一带交战。战事大大動搖了不列顛東印度公司在此等地區的管治，惟東岸和西岸重要商港孟买、孟加拉、马德拉斯未受太大波及。

## 戰事緣起

### 原因
至1850年，不列颠东印度公司已控制了印度次大陆的绝大部分，开始對現代化運動，如設置司法系統、土地產權法改革、修鐵路等，亦有西化運動諸如宣揚基督教等。雖促进了印度經濟，但推行过程中破坏传统，激化了与当地人的矛盾。由于人口数量上的悬殊差别，东印度公司为了巩固其殖民统治，保证贸易利益，不得不开始依靠当地人统治当地人，建立了雇佣当地“土著兵”的雇佣军制度，称为西帕衣团（印地语：shipahi），其兵多为“土著兵”，而军官则由专门设立的学校训练的英国人担任。到1857年孟买、马德拉斯和加尔各答三个英国殖民地各有自己的部队，“土著兵”的總人數已经远超英国正规军，共有二十万西帕衣兵，而英国士兵只有四万人。

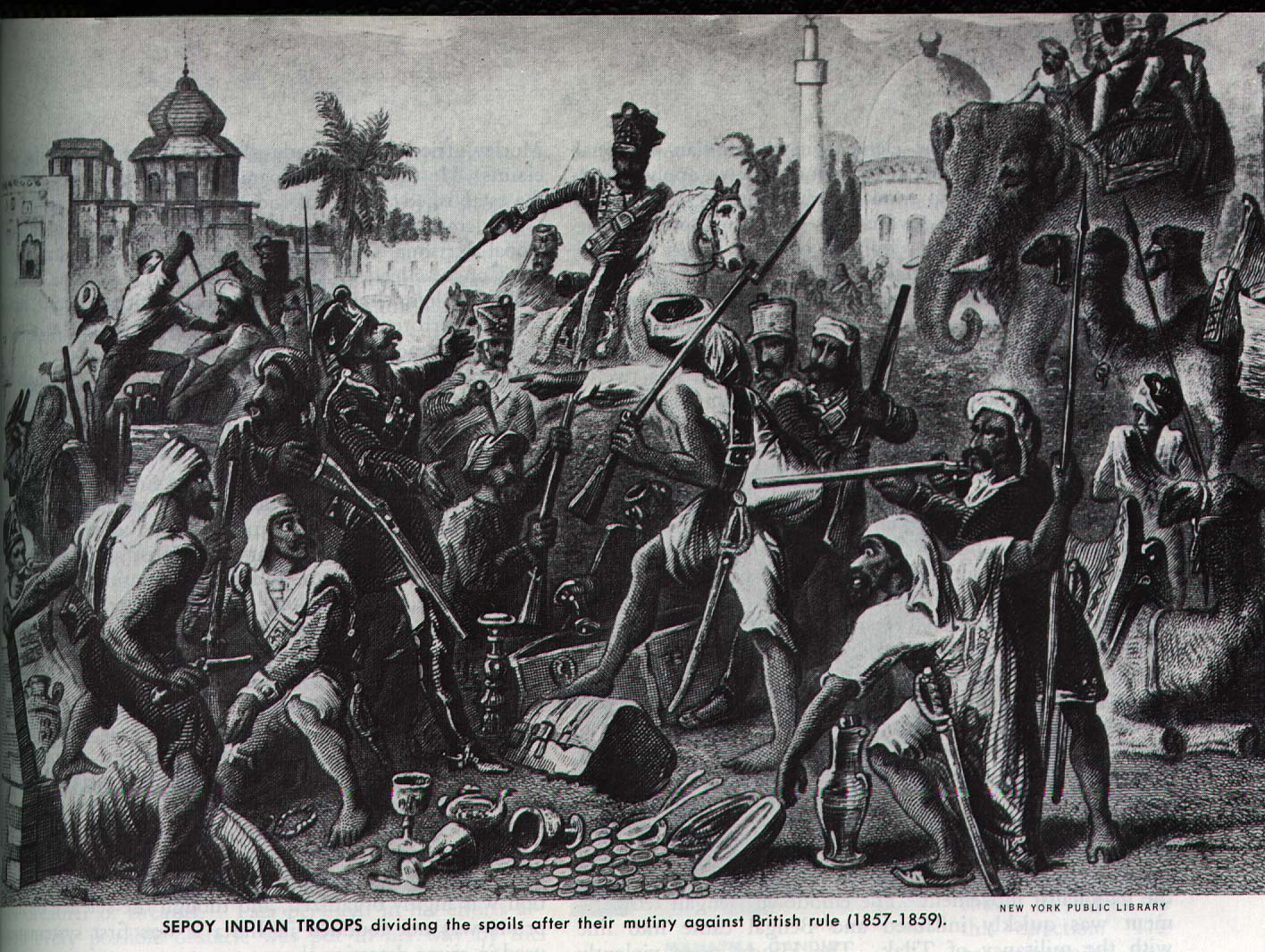
西帕衣团

东印度公司招收各种种姓阶层的印度人，而不是按照传统用婆罗门和刹帝利担任战士；此外东印度公司给予西帕衣兵的待遇相当不公平，工资很低，并且他们参加远征时（如往阿富汗或缅甸等帮助英国进行殖民扩张时），必须自己支付旅途费和行李运费。特别是1856年远征缅甸参加英缅战争，按照印度传统，如果前往缅甸会导致丧失种姓，且被逐出所在的聚落。很多土著兵对此非常不满。而战斗结束后，东印度公司又开始取消僱傭兵的原有的一些权利，减少他们的薪水，并规定軍階升级不能超过中士。相比之下，英国士兵住在舒适的房子，印度土著兵却只能住简陋的帐篷。

### 「豬油、牛油」反抗事件
导火线则是关于子弹润滑油的传言：1857年初开始在雇佣兵中流传这样一种说法：东印度公司以豬油、牛油混合的润滑油涂在来福枪（步枪）的子弹纸皮包装上。由于印度教视牛为神灵忌食牛肉，而回教则视猪为污秽之物，而在当时的技术条件下，在装弹之前，士兵又必须用牙齿来咬破来福枪子弹的纸皮，因而無論是印度教徒或者回教徒士兵，都拒绝使用这些子弹。东印度公司称此说法只屬谣言，并且已经换了新的用蜡作润滑油的子弹。但印度兵依然怀疑润滑油不乾净，拒絕咬掉新槍支所使用塗了潤滑油的子彈殼。
3月29日，第34团的一名士兵Mangal Pandey攻击了他的長官一位英国中士，并杀死了另一名士官長，随后飲彈自裁未遂，被判死刑，並在4月8日處絞。东印度公司决定取消这个34团的番號，以作为連坐的集體惩罚。从而激化了矛盾，引起其他團的士兵不滿。

### 战事导火线第一枪
1857年5月9日，第3轻骑兵团85名印度士兵因拒绝使用子弹，英國人把他們關進牢獄，判处10年苦役。這懲處觸怒了他們的伙伴，5月10日，处于密拉特的孟加拉部队第11轻骑兵团和20轻骑兵团率先暴动，救出第三轻骑兵团士兵，并攻击欧洲人居住区。他們擊斃了英國軍官，杀死所见到的欧洲人和印度籍的基督徒，并烧毁房子。在密特拉的英国兵共有2083人及12门野战炮，印度兵则有2500餘人。当地的英国军官也许觉得自己可以控制局势，并没有通知其他地方的英国守军協助，英军的指挥失误加上行动缓慢，印度兵的騎兵團部隊得以向首都德里胜利進軍。印度士氣大振。
5月11日攻抵德里后，当地的印度人纷纷加入，攻击红堡并打死了5名英国人。在嘩變軍隊的拥戴下，早已名存实亡的君王，居住在红堡中的蒙兀兒帝國末代皇帝巴哈杜沙二世也宣布接受推举，名义上统率兵變的印度兵。
西帕衣团则继续在各地攻击英国人和基督徒，使事變迅速扩及印度领土的三分之二的地区。

## 不同宗教派系對戰事的取態
不列颠东印度公司的造反者由各方势力组成，他们内部的看法并不一致。许多印度人加入的原因是因为他们希望恢复突厥化蒙古人治下的莫卧儿帝国或者印度教國度马拉塔帝国。英國人在1853年占领了詹西地区，詹西王后拉克希米·拜伊親身上陣反抗，墜馬被殺。许多伊斯兰教徒则为了宗教原因而参加反抗运动。
也有印度人不支持發動戰事。如旁遮普的锡克教徒就由于历史上所受的宗教迫害，对信仰伊斯兰教的莫卧儿帝国恨之入骨，如今他们与英国人站在同一条战线。同样与英国人站在一起的有尼泊尔的廓尔喀兵团。在北部阿瓦德地区，逊尼派也不希望莫卧儿帝国復辟。在印度南部地区，由于当时并没有受到东印度公司的管辖，所以只有零星反抗，而没有大规模的起义活动。这些情况使不列颠东印度公司可以采取分而治之的策略。

## 討伐與尾聲
英国人最初反應迟钝，没能马上组织起有效的反击。最后，两个兵团从密拉特和西姆拉出发，进攻德里，与此同时，另一些英国部队從其它地區被调往印度前去增援。
英军在行军近两个月后，在德里附近的Badl-ke-Serai村交戰，嘩變军隊退守德里。在这座大城市里，嘩變军隊輕易得到援军和粮食，而英国军队则为数不多，也无法一舉攻佔德里，双方僵持。直到9月中旬，英军得到了增援，才再次发动进攻，重新奪回了德里。末代皇帝巴哈杜沙二世被俘，随后被英国人發配到缅甸。莫卧儿帝国早已名存实亡的统治，从此正式终结。
其它地方的動亂到1858年被英國人逐一平定，零星的游擊戰持續至1859年被剿除。

## 影響
此次嘩變最直接的結果是莫卧儿帝国从此正式终结，而英国政府也撤销了東印度公司的管理体制，改由英國政府直接統治印度。另外，英国也汲取以往殖民统治的教训，英印間開始有了協商的政策，英國強加的社會標準與印度教社會產生對立（如，解除印度教婦女再婚合法障礙的法令）。

## 相關
- 巴克德·汗
- 詹西王后
- 炮决